# Absolutely
Absolutely är det brittiska ska/pop-bandet Madness andra album. Det gavs ut på skivbolaget Stiff Records i september 1980. 
Albumet låg på UK Albums Chart i 46 veckor och nådde som bäst en 2:a plats. I Sverige låg det tre veckor på albumlistan, och nådde som bäst en femtonde plats. Tre singlar släpptes från albumet "Baggy Trousers", "Embarrassment" och "The Return of the Los Palmas 7".

## Låtlista

### Sida 1
1. "Baggy Trousers" (Christopher Foreman, Graham McPherson) – 2:46
2. "Embarrassment" (Michael Barson, Lee Thompson) – 3:10
3. "E.R.N.I.E." (Foreman, McPherson) – 2:09
4. "Close Escape" (Mark Bedford, Foreman) – 3:32
5. "Not Home Today" (Bedford, McPherson) – 2:04
6. "On the Beat Pete" (Madness, Thompson) –  2:43
7. "Solid Gone" (Chas Smash) – 3:04

### Sida 2
1. "Take It or Leave It" (Barson, Thompson) – 2:19
2. "Shadow or Fear" (Barson, McPherson) – 3:27
3. "Disappear" (Bedford, McPherson) – 1:59
4. "Overdone" (Foreman, Thompson) – 2:58
5. "In the Rain" (Madness, McPherson) – 3:45
6. "You Said" (Barson, McPherson) – 2:43
7. "The Return of the Los Palmas 7" (Barson, Bedford, Daniel Woodgate) – 2:34

## Medverkande
- Graham McPherson – sång
- Michael Barson – keyboard, munspel, marimba, slagverk
- Christopher Foreman – gitarr
- Mark Bedford – basgitarr
- Lee Thompson – saxofon
- Daniel Woodgate – trummor
- Chas Smash – sång, trumpet (ledsång på "Solid Gone")

## Övrigt
"Close Escape" är en fortsättning på "In the Middle of the Night" som finns med på One Step Beyond....